# Bancs sableux de l'Espiguette
Bancs sableux de l'Espiguette este o arie protejată (sit de importanță comunitară — SCI) din Franța întinsă pe o suprafață de 8.896 ha, integral marine.

## Localizare
Centrul sitului Bancs sableux de l'Espiguette este situat la coordonatele 43°27′32″N 4°08′27″E / 43.45899°N 4.14075°E.

## Înființare
Situl Bancs sableux de l'Espiguette a fost declarat arie specială de conservare în baza directivei 92/43 din 1992 referitoare la conservarea habitatelor naturale și a faunei și florei sălbatice pentru a proteja 4 specii de animale.

## Biodiversitate
Situată în ecoregiunea mediteraneană, aria protejată conține 3 habitate naturale: Straturi cu Posidonia (Posidonion oceanicae), Bancuri de nisip acoperite în permanență slab de apă marină, Terase mlăștinoase și terase nisipoase neacoperite de apă la reflux.
La baza desemnării sitului se află mai multe specii protejate:
- mamifere (1): delfin mare (Tursiops truncatus)
- pești (2): Alosa fallax, Petromyzon marinus
- reptile (1): Caretta caretta

Pe lângă speciile protejate, pe teritoriul sitului au mai fost identificate 1 specie de nevertebrate, 1 specie de pești.